# بنجامين برات
بنجامين برات (بالإنجليزية: Benjamin Bratt)‏ (مواليد 16 ديسمبر 1963 –)، ممثل أمريكي.

## أفلام
- أنا الحقير الجزء الثاني.
- غائم مع احتمال سقوط كرات اللحم الجزء الثاني.

## وصلات خارجية
- بنجامين برات على موقع IMDb (الإنجليزية)
- بنجامين برات على موقع ألو سيني (الفرنسية)
- بنجامين برات على موقع ميوزك برينز (الإنجليزية)
- بنجامين برات على موقع أول موفي (الإنجليزية)
- بنجامين برات على موقع بوكس أوفيس موجو (الإنجليزية)
- بنجامين برات على موقع قاعدة بيانات الأفلام السويدية (السويدية)
- بنجامين برات على موقع إن إن دي بي (الإنجليزية)
- بنجامين برات على موقع ديسكوغز (الإنجليزية)
- بنجامين برات على موقع قاعدة بيانات الفيلم (الإنجليزية)
- بنجامين برات على موقع كينوبويسك (الروسية)

بنجامين برات في قاعدة بيانات الأفلام على الإنترنت